# Nepalesisch-portugiesische Beziehungen
Die nepalesisch-portugiesischen Beziehungen beschreiben das zwischenstaatliche Verhältnis von Nepal und Portugal. Die Länder unterhalten seit 1976 direkte diplomatische Beziehungen.
Wichtigster Berührungspunkt der vergleichsweise schwach ausgeprägten bilateralen Beziehungen ist die über 21.000 Menschen (Stand 2021) zählende nepalesische Gemeinschaft in Portugal. Sie sind überwiegend Teil der Hindu-Gemeinde von Lissabon, eine der größten Hindu-Gemeinschaften in Europa.
In Nepal sind keine Staatsbürger Portugals registriert (Stand 2005). Das Land ist jedoch bei portugiesischen Urlaubern bekannt, insbesondere für Himalaya-Reisende.

## Geschichte
Die portugiesischen Jesuiten-Missionare João Cabral und Estêvão Cacella kamen um 1627 nach Nepal. Damit waren sie die ersten Europäer, die das Land bereisten. Ihre Berichte waren die ersten detaillierten Information über die Region, die den westlichen Kulturkreis erreichten. Weitergehende Beziehungen zwischen Nepal und Portugal entwickelten sich danach jedoch nicht.
Nepal und Portugal nahmen am 1. September 1976 diplomatische Beziehungen auf. Am 6. April 1978 akkreditierte sich Portugals Botschafter in Indien, Luis Gaspar da Silva als erster Vertreter Portugals in Nepal.
Der portugiesische Reisejournalist Gonçalo Cadilhe kam auf seiner Weltreise 2007/2008 auch durch Nepal.
Seit dem verheerenden Erdbeben in Nepal 2015 helfen auch Organisationen aus Portugal beim Wiederaufbau, darunter das Projekt Nós também somos Nepal (Portugiesisch für: Wir sind auch Nepal). Die portugiesische Hilfsorganisation Assistência Médica Internacional (AMI) machte Nepal seither zu einem Schwerpunkt ihrer Arbeit.

## Nepalesen in Portugal
Im Jahr 2015 lebten 4.798 Bürger Nepals in Portugal, davon die meisten im Distrikt Lissabon (3.780) und an der Algarve (500). Bis 2021 stieg ihre Zahl auf 21.545.
2006 wurde die Associação de Nepaleses Residentes Em Portugal - NRNP gegründet, die portugiesische Sektion des Auslandsnepalesen-Verbands NRN. Sie hat ihren Sitz in Lissabon. 2014 gründete sich die Associação das Mulheres Nepaliesas (AMNP), ein bürgerrechtlicher Verein nepalesischer Frauen.
NRNP, AMNP und andere nepalesische Gruppen beteiligen sich auch am öffentlichen Leben in Portugal, etwa bei den verschiedenen Protesten gegen die unsoziale Sparpolitik seit den 2010er Jahren.
Die nepalesischen Zuwanderer brachten zudem die Nepalesische Küche in das Land, die sich seitdem steigender Beliebtheit erfreut. Allein in der Hauptstadt Lissabon bieten heute einige Dutzend Restaurants Gerichte aus Nepal an.

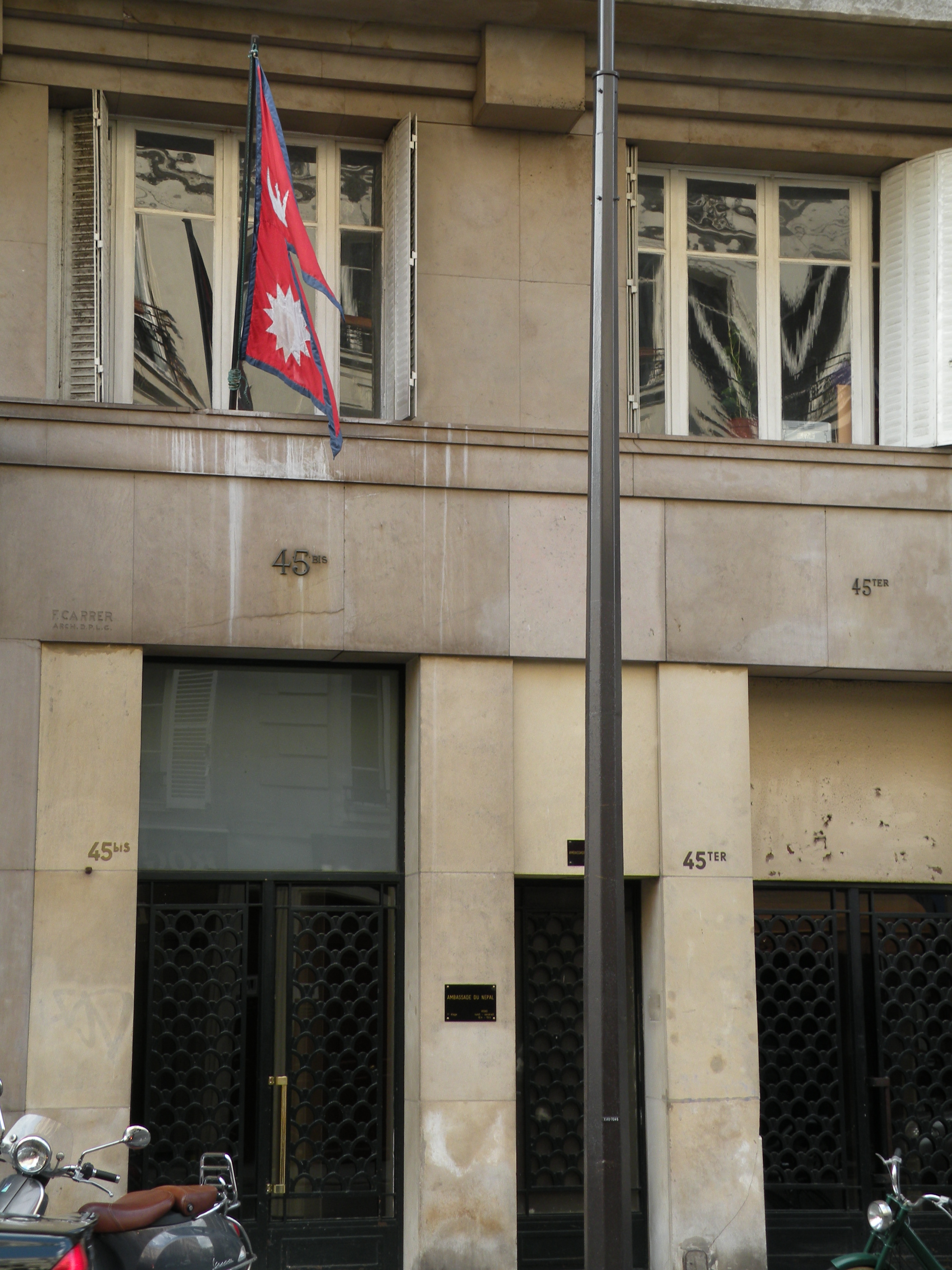
Nepals Botschaft in Paris ist auch für Portugal zuständig

## Diplomatie
Portugal unterhält keine eigene Botschaft in Nepal, es gehört zum Amtsbezirk des portugiesischen Vertreters in der indischen Hauptstadt Neu-Delhi. In der nepalesischen Hauptstadt Kathmandu besteht ein portugiesisches Honorarkonsulat.
Nepal führt ebenfalls keine eigene Botschaft in Portugal, sondern ist dort mit seinem Vertreter in der französischen Hauptstadt Paris doppelakkreditiert. In Lissabon und Porto bestehen nepalesische Honorarkonsulate.

## Wirtschaft

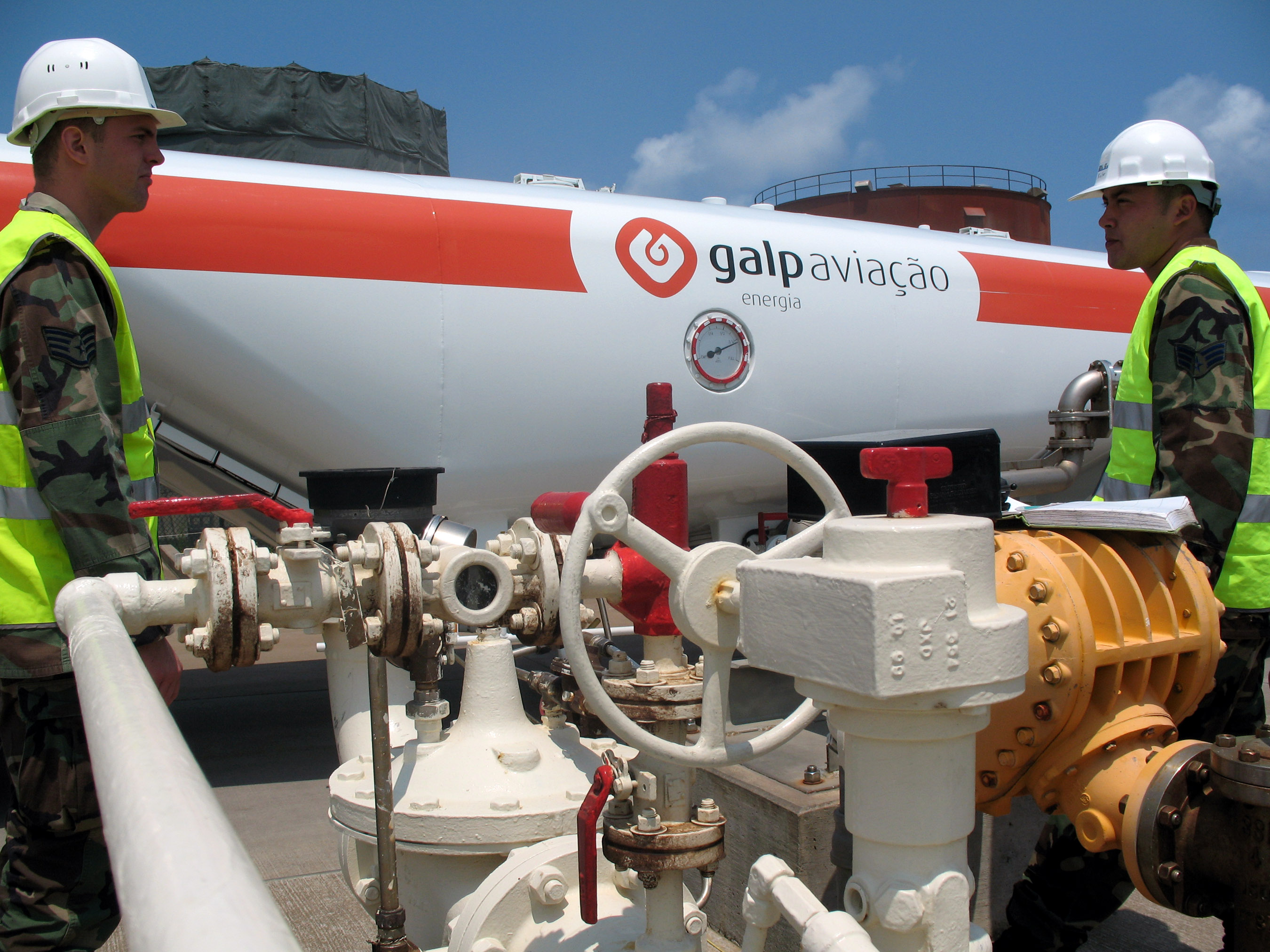
Tankwagen der portugiesischen Galp an der Lajes Air Base: Treibstoffe sind noch vor Medikamenten das wichtigste Exportgut Portugals nach Nepal

Die portugiesische Außenhandelskammer AICEP unterhält keine Niederlassung in Nepal, zuständig ist das AICEP-Büro in Neu-Delhi.
Im Jahr 2015 exportierte Portugal Waren im Wert von 68.000 Euro nach Nepal (2014: 107.000; 2013: 28.000; 2012: 575.000; 2011: 22.000), davon 55,0 % Treibstoffe, 31,8 % chemisch-pharmazeutische Produkte (vor allem Medikamente), 8,4 % landwirtschaftliche Erzeugnisse und 1,8 % Kunststoffe.
Im gleichen Zeitraum lieferte Nepal Waren im Wert von 103.000 Euro an Portugal (2014: 138.000; 2013: 255.000; 2012: 230.000; 2011: 173.000), davon 72,0 % Bekleidung, 7,8 % Textilien, 7,1 % Leder und Häute und 6,6 % Metallwaren.
Damit stand Nepal für den portugiesischen Außenhandel an 190. Stelle als Abnehmer und an 159. Stelle als Lieferant. Im nepalesischen Außenhandel rangierte Portugal damit an 45. Stelle unter den Abnehmern und an 67. Stelle unter den Lieferanten.

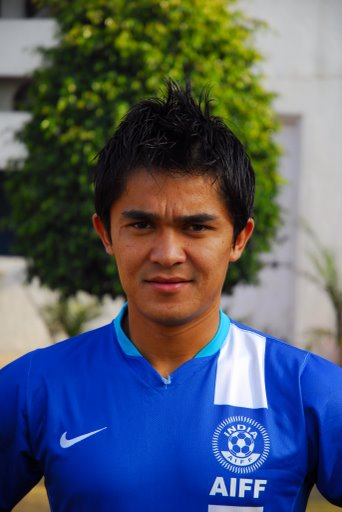
Sunil Chhetri spielte einige Zeit für die zweite Mannschaft von Sporting Lissabon

## Entwicklungszusammenarbeit
Im Rahmen des Dabei-Projekts sind Nepal und Portugal Dabei-Partner.

## Sport
Die Nepalesische Fußballnationalmannschaft und die Portugiesische Nationalelf haben bisher noch nicht gegeneinander gespielt (Stand Februar 2017).
Nur selten spielen Fußballer der beiden Länder im jeweils anderen Land. Zu den raren Fällen gehört der nepalesischstämmige Inder Sunil Chhetri, der zwischenzeitlich für die zweite Mannschaft von Sporting Lissabon auflief.